# Parque nacional Valmiki
El Parque nacional y santuario de vida salvaje de Valmiki es un parque nacional indio, ubicado en el distrito de Pashchim Champaran, en el estado de Bihar.  En el norte, las zonas protegidas limitan con Nepal, mientras que el estado indio de Uttar Pradesh limita con el santuario por el lado occidental. Sirve como una de las reservas de tigres en India, poseyendo la cuarta población más grande de la especie; la reserva del tigre de Valmiki es uno de los refugios vírgenes en la India oriental, situada en la esquina noroeste de Bihar.
La amplia zona boscosa de Valmikinagar fue previamente propiedad de los reinos zamindar de Bettiah y Ramanagar hasta principios de los cincuenta. El bosque primigenio y la naturaleza de la reserva del tigre de Valmiki son un excelente ejemplo de paisaje del Terai del Himalaya. La reserva del tigre de Valmiki comprende el Parque nacional Valmiki y el Santuario de la vida salvaje de Valmiki. El bosque de la reserva se extiende por 899,38 kilómetros cuadrados, que es un 17,4% del territorio del distrito de Pashchim Champaran. En 2013, había 22 tigres en la reserva.
La superficie total de bosques comprende alrededor de 900 kilómetros cuadrados, de los cuales 880 son del santuario de la vida salvaje de Valmiki y la extensión del parque nacional alcanza una superficie de 335 kilómetros cuadrados. 

## Flora
Debido a la diversidad topográfica y factores edáficos, la reserva tiene diferente vegetación. Y The Botanical Survey of India también ha categorizado siete tipos de vegetación dentro de los límites del santuario y el parque nacional: 
- Caducifolio mixto húmero
- Vegetación de tierra abierta
- Formación semi-perenne sub-alpina
- Pantanos de agua dulce
- Bosques de ribera
- Praderías aluviales y sabana de colina alta
- Humedales

Las especies arbóreas que destacan en la zona de valle de la reserva son sal o sala (Shorea robusta), Adina cordifolia, laurel indio (Terminalia tomentosa), Terminalia bellirica, Lagestromia parviflora, algodonero rojo (Bombax ceiba), Dalbergia latifolia, etc.
En las regiones boscosas, aparte de sal, se encuentran árboles de Buchanania lanzan, Mandar Dillenia aurea, dhawa (Anogeissus latifolia), "bhelwa" (Semecarpus anacardium),  Terminalia chebula y Cleistocalyx operculatus.
Hay también zonas de cañas que se encuentran principalmente en el bosque de Madanpur y son un buen hábitat para el tigre. Aparece en zonas húmedas a lo largo de la mayor parte de la sierra de Madanpur. 
Hay algunos grupos aislados y pequeños de pinos Pinus roxburghii en el bosque de Raghia. En general, esta especie aparece a altitudes de 1.200-1.500 m s. n. m., pero aquí se encuentra a altitudes de 300-500 metros, lo que es algo único. 
Las hierbas que se encuentran en el parque son "munj" (Saccharum munja), "kans" (Saccharum spontaneum), "hierba elefante" (Typha elephantina), carrizo (Phragmites australis), vetiver Chrysopogon zizanioides, Imperata cylindrica, "choranth" (Heteropogon contortus), "sabai" (Eulaliopsis binata), etc.
Las trepadoras son también muy comunes en el parque. La más habitual es "mahulan" (Phanera vahlii), "mahai" (Butea parviflora sinónimo de Spatholobus parviflorus), "panilat" (Cissus repanda), "ramdatwan" (Smilax parvifolia) Wall. ex Hook. f., y "arar" (Senegalia pennata).
Hay varias plantas medicinales en el área. Algunas de ellas son satavar (Asparagus racemosus), "safed musli" (Chlorophytum borivilianum), "dudhkoraiya" (Wrightia antidysenterica), grosellero de la India (Phyllanthus emblica) o pimienta larga (Piper longum).

## Fauna

### Mamíferos
El mamífero simbólico del parque es el tigre de Bengala, del que había 10 ejemplares en 2010 y 22 en 2013. Otras especies notables en el área son la civeta y el cuón. Los mamíferos salvajes que se encuentran en el bosque del parque son el rinoceronte, oso negro, leopardo, búfalo de agua salvaje, jabalí, etc. hay varias especies de cérvidos y de antílopes: muntíaco, chital, ciervo porcino, sambar, nilgó. Aparte de esto, también pueden avistarse hienas, gatos de Bengala, gatos monteses, gatos pescadores, langures, monos y ardillas voladoras. Hay un punto, en el bosque de Madanpur en la carretera principal de Madanpur a Valmikinagar, donde pueden verse en cualquier momento un buen número de zorros voladores de la India, una clase de murciélago.

### Reptiles
Los reptiles que habitualmente se encuentran en el parque son pitones, cobra, cobra real, krait común, Eryx johnii, etc. Entre los reptiles acuáticos hay cocodrilos, de los cuales un buen número habitan en el pueblo de Belahwa que queda justo al lado de la reserva del tigre; el gavial o gavial del Ganges viven en el río Gandak; así como varanos, entre otros.

### Aves
Actualmente, se han documentado 241 especies de aves en el parque. Algunas de las especies interesantes son faisán Kálij, papamoscas, alcaudón real, mosquitero del Cáucaso, bisbita arbóreo, anteojitos, barbudo oliváceo, aves limícolas, ibises, cigüeñas, pítidos, caradrinos, escolopácidos, bucerótidos, palomita esmeralda coliverde.
Hay cinco clases de vinagos y paloma purpúrea. 
En la noche pueden verse fácilmente varios búhos, mochuelos y caprimúlgidos.

### Mariposas
La jungla del parque nacional abunda en diversas clases de polillas, orugas y mariposas. Algunas mariposas comunes pueden verse fácilmente, como Papilio polytes, Papilio memnon, Parantica aglea, Hypolimnas bolina, Libythea myrrha, Junonia atlites, Papilio demoleus o Euploea core.